# Anthony Goldwire
Anthony Lavonne Goldwire (West Palm Beach, 6 settembre 1971) è un ex cestista e allenatore di pallacanestro statunitense, professionista nella NBA e in Europa.

## Carriera
È stato selezionato dai Phoenix Suns al secondo giro del Draft NBA 1994 (52ª scelta assoluta).

## Statistiche

### College
| Anno      | Squadra         | PG | PT | MP   | TC%  | 3P%  | TL%  | RP  | AP  | PRP | SP  | PP   |
| --------- | --------------- | -- | -- | ---- | ---- | ---- | ---- | --- | --- | --- | --- | ---- |
| 1992-1993 | Houston Cougars | 30 | 29 | 37,0 | 44,4 | 28,4 | 78,5 | 3,1 | 5,7 | 1,9 | 0,2 | 14,2 |
| 1993-1994 | Houston Cougars | 27 | 27 | 36,9 | 39,3 | 30,1 | 80,7 | 3,7 | 6,1 | 2,1 | 0,0 | 17,1 |
| Carriera  | Carriera        | 57 | 56 | 36,9 | 41,7 | 29,4 | 79,6 | 3,4 | 5,9 | 2,0 | 0,1 | 15,6 |

### NBA

#### Regular Season
| Anno      | Squadra            | PG  | PT | MP   | TC%  | 3P%  | TL%  | RP  | AP  | PRP | SP  | PP  |
| --------- | ------------------ | --- | -- | ---- | ---- | ---- | ---- | --- | --- | --- | --- | --- |
| 1995-1996 | Charlotte Hornets  | 42  | 8  | 14,8 | 40,2 | 39,8 | 76,7 | 1,0 | 2,7 | 0,4 | 0,0 | 5,5 |
| 1996-1997 | Charlotte Hornets  | 33  | 9  | 17,5 | 40,3 | 43,9 | 75,0 | 1,2 | 2,8 | 0,6 | 0,0 | 5,8 |
| 1996-1997 | Denver Nuggets     | 27  | 21 | 22,7 | 39,2 | 39,4 | 81,6 | 1,7 | 4,6 | 0,5 | 0,0 | 7,3 |
| 1997-1998 | Denver Nuggets     | 82  | 32 | 27,0 | 42,3 | 38,4 | 80,6 | 1,8 | 3,4 | 1,0 | 0,1 | 9,2 |
| 2000-2001 | Denver Nuggets     | 20  | 0  | 10,1 | 37,5 | 26,5 | 76,5 | 0,6 | 1,7 | 0,5 | 0,0 | 4,1 |
| 2002-2003 | San Antonio Spurs  | 10  | 0  | 5,1  | 27,8 | 25,0 | 0,0  | 0,3 | 0,3 | 0,3 | 0,0 | 1,2 |
| 2002-2003 | Wash. Wizards      | 5   | 0  | 6,8  | 57,1 | 100  | 80,0 | 0,6 | 0,2 | 0,0 | 0,0 | 2,6 |
| 2003-2004 | Minnesota T'wolves | 5   | 0  | 13,2 | 35,7 | 33,3 | 100  | 1,2 | 2,0 | 0,6 | 0,0 | 2,6 |
| 2003-2004 | N.J. Nets          | 6   | 0  | 3,2  | 25,0 | 0,0  | -    | 0,2 | 0,2 | 0,3 | 0,0 | 0,7 |
| 2004-2005 | Detroit Pistons    | 9   | 0  | 6,1  | 26,7 | 33,3 | 87,5 | 0,9 | 0,0 | 0,0 | 0,0 | 2,0 |
| 2004-2005 | Milwaukee Bucks    | 24  | 2  | 20,1 | 43,8 | 40,8 | 82,6 | 2,1 | 3,3 | 0,6 | 0,0 | 6,4 |
| 2005-2006 | L.A. Clippers      | 3   | 0  | 7,3  | 14,3 | 0,0  | -    | 0,3 | 0,7 | 0,0 | 0,0 | 0,7 |
| Carriera  | Carriera           | 266 | 72 | 18,6 | 40,7 | 38,6 | 79,2 | 1,3 | 2,8 | 0,6 | 0,0 | 6,3 |

## Palmarès
- 2 volte campione CBA (2003, 2006)
- CBA Most Valuable Player (2006)
- CBA Playoff MVP (2006)
- 3 volte All-CBA First Team (1996, 2004, 2006)
- CBA All-Rookie Second Team (1995)
- Miglior tiratore da tre punti CBA (2004)